# Stig Samuelson
Stig Johan Emil Samuelson, född 1 oktober 1913 i Nyköping, död 1975, var en svensk väg- och vattenbyggnadsingenjör.
Samuelson, som var son till civilingenjör Gustaf Samuelson och Viwa Törnell, avlade studentexamen 1933 och utexaminerades från Kungliga Tekniska högskolan 1937. Han var ingenjör vid Väg- och vattenbyggnadsstyrelsen 1937, anställdes vid AB Stockholms Spårvägar 1938, blev byråchef vid Statens Järnvägar 1956 och var överingenjör där från 1962. Han var expert och huvudsekreterare i kommunikationsdepartementets hamnutredning från 1964 och generalsekreterare i Kungliga Ingenjörsvetenskapsakademiens transportforskningskommitté från 1959. Han innehade ett flertal expert- och sakkunniguppdrag i trafikfrågor, var trafiksakkunnig i Göteborg från 1962, i Oslo från 1962, i Helsingfors från 1965 samt i Wien 1955 och 1963. Han invaldes som ledamot av Kungliga Ingenjörsvetenskapsakademien 1966.